# Aminopeptidasa Q
La aminopeptidasa Q (APQ), también conocida como laeverina, es una proteína expresada en el trofoblasto extravellositario, una área de contacto entre el feto y los tejidos maternos. Participa en el proceso de formación de la placenta, así como de adhesión al endometrio de la progenitora mediante la regulación de la actividad biológica de varias moléculas clave. Forma parte de la familia de las aminopeptidasas de zinc M1, pertenecientes a su vez a la superfamilia de las gluzincinas.

## Estructura
La aminopeptidasa Q humana es una proteína integral de membrana perteneciente a la familia de las aminopeptidasas mono-zinc M1 y codificada por el gen LVRN. Contiene 990 aminoácidos, que incluyen el motivo gluzincina HEXXHX18E y un motivo exopeptidasa esencial para la capacidad de estas enzimas de escindir el extremo N-terminal de los péptidos; este último motivo presenta la secuencia GAMEN en otras aminopeptidasas M1, pero la aminopeptidasa Q humana es una excepción y tiene una histidina en lugar de la glicina inicial. También se ha observado una mutación de este residuo en  perros (SAMEN) y caballos (RAMEN), pero no en ratas y ratones.
La estructura trimimensional no ha sido determinada experimentalmente, pero existe una predicción publicada por AlphaFold.

## Función
La aminopeptidasa Q regula la actividad peptídica en la interfase embriomaternal, participando en el proceso de control de intercambio de hormonas, proteínas, factores de crecimiento y citoquinas, entre otras sustancias. Aunque la proteína completa se expresa como una proteína integral de membrana, como las aminopeptidasas A, N y la leucina aminopeptidasa placentaria, en un estudio inicial se obtuvo solo en el medio de cultivo, con el fragmento N-terminal ausente; es posible que en vivo se secrete al plasma extracelular tras expresarse en la placenta y ser degradada por una metaloproteasa.
La especificidad hacia el sustrato de la enzima es bastante amplia y presenta gran afinidad por sustratos sintéticos, en especial hacia la Leu-4-metilcoumaril-7-amida. Sin embargo, su relevancia biológica radica en  su especificidad hacia sustratos naturales de carácter peptídico, tales como la angiotensina III, calidina, kisspeptina-10 y endoquinina C; todos estos oligopéptidos abundan en la placenta. La APQ actúa eliminando varios aminoácidos del extremo N terminal de la cadena peptídica.
Otras leucina aminopeptidasas placentarias (P-LAP)) degradan la Met-encefalina y la dinorfina A1-8, pero no la dinorfina A1-17. La APQ, por el contrario, escinde la dinorfina A1-8 y la dinorfina A1–17, pero no Met-encefalina. Estos resultados sugirieren que cada aminopeptidasa desempeña funciones distintas y complementarias en el metabolismo de péptidos bioactivos en la placenta.
Puesto que varios sustratos potenciales de la APQ también se detectan en el cerebro, es posible que también desempeñe una función en este órgano. Se ha observado que el ARNm que codifica la APQ aumenta notablemente en las líneas de células B inducidas por el virus de Epstein-Barr y en los tejidos sinoviales de pacientes con artritis reumatoide.

### Inhibidores de la APQ
Para la mayoría de las aminopeptidasas M1, la amastatina inhibe la acción enzimática de forma más eficaz que la bestatina, pero en el caso de la APQ humana ocurre lo contrario y la bestatina es un inhibidor mucho más eficaz. Esto  podría deberse a la sustitución de la glicina (G) del  motivo de secuencia GAMEN por una histidina (H), conformando un motivo HAMEN capaz de interactuar con la bestatina.
La actividad de la APQ se regula mediante un sistema de retroalimentación negativa, donde varios productos de su acción enzimática funcionan a su vez como inhibidores de la propia enzima.

### Degradación hormonal
Varios de los sustrados conocidos de la APQ, como las angiotensinas, calidina, kisspeptina-10 y endoqinina C son hormonas placentarias. Es bien sabido que las angiotensinas y la calidina desempeñan un papel importante en la regulación de la presión arterial; además, tanto los vasodilatadores angitensina IV y bradicinina son productos de la acción enzimática de la APQ e inhiben su actividad, lo que apunta a la relevancia fisiológica de la enzima en la regulación de la presión arterial. Asimismo la APQ puede estar involucrada en la regulación de la actividad de kisspeptina-10, que suprime la migración celular al unirse a su receptor específico, GPR54.

## Aspectos clínicos
Su relevancia clínica radica en el tratamiento de anomalías o alteraciones en el desarrollo embrionario y la placenta.[cita requerida]

### Preeclampsia
En las placentas de mujeres con  hipertensión arterial inducida por el embarazo (preeclampsia), la aminopeptidasa Q se expresa predominantemente en el citoplasma, especialmente en microvesículas, en lugar de la membrana celular. También se ha observado filtraciones de la AQP en los capilares fetales. Esta alteración en la expresión de la proteína indica que puede ser importante en la fisiopatología de la preeclampsia.

### Artritis reumatoide
A pesar de que la aminopeptidasa Q es primordialmente una proteína placenta, se expresa en otros tejidos en casos de enfermedades inflamatorias, como la artritis reumatoide.